# Wólka Mała (powiat wysokomazowiecki)
Wólka Mała – wieś w Polsce położona w województwie podlaskim, w powiecie wysokomazowieckim, w gminie Wysokie Mazowieckie.
W latach 1975–1998 miejscowość należała administracyjnie do województwa łomżyńskiego.
Wierni kościoła rzymskokatolickiego należą do parafii św. Stanisława Biskupa i Męczennika w Dąbrowie Wielkiej.

## Historia
Jeszcze w 1. połowie XX w. Wólka Kosmata. 
W roku 1827 miejscowość liczyła 8 domów i 46. mieszkańców. Pod koniec XIX w. wieś drobnoszlachecka w powiecie mazowieckim, gmina Szepietowo, parafia Dąbrowa Wielka.
W roku 1921 w Wólce Kosmatej było 10 budynków z przeznaczeniem mieszkalnym i 75. mieszkańców (36. mężczyzn i 39 kobiet). Wszyscy podali narodowość polską i wyznanie rzymskokatolickie

## Obiekty zabytkowe
- krzyż przydrożny, kuty, z 1909 r.[10]